# María Eugenia Wagner
María Eugenia Wagner Brizzi (Santiago, 13 de septiembre de 1962) es una economista, dirigente gremial y consultora chilena, subsecretaria de Hacienda del presidente Ricardo Lagos durante toda su administración.

## Datos biográficos
Se formó en el Colegio Santa Úrsula de la capital y luego en la Pontificia Universidad Católica, entidad donde alcanzaría, primero, el título de ingeniero comercial y, más tarde, el grado de master en economía.
Sus primeros pasos como profesional en el sector público los dio en el área de clasificación de riesgo de la Superintendencia de Valores y Seguros. Luego se trasladó a la pesquera Friosur, donde se desempeñó como asesora y jefa de finanzas entre 1988 y 1991.
Entre 1992 y 1993 trabajó en la consultora Aninat y Méndez Economistas, donde tomó contacto con Eduardo Aninat. Éste, una vez nombrado ministro de Hacienda por el presidente Eduardo Frei Ruiz-Tagle, en 1994, la reclutó como asesora para diversas materias.
Entre 2000 y 2006 formó dupla con Nicolás Eyzaguirre en Hacienda, como subsecretaria y ministro, respectivamente. También en ese periodo se desempeñó como directora de la estatal Empresa de los Ferrocarriles del Estado. Durante el primer Gobierno de Michelle Bachelet prestó servicios en el Ministerio de Obras Públicas en un proyecto de modernización institucional y como directora de Contabilidad y Finanzas.
De 2008 a 2009 fue directora de Planificación y Desarrollo del Hogar de Cristo. Hasta 2010 fue presidenta del directorio de Casa de Moneda de Chile.
En 2010 asumió como gerenta general de Acción RSE. A fines de 2011 fue anunciada su designación como presidenta de la Asociación de la Industria del Salmón de Chile, cargo que asumió a comienzos de 2012 y que abandonó una vez finalizado enero de 2014.
En 2014 asumió como directora de asuntos corporativos de MetLife Chile, matriz de MetLife Compañía de Seguros y ProVida AFP.